# Вона захищає Батьківщину
«Вона захищає Батьківщину» (рос. «Она защищает Родину») — радянський художній фільм про участь радянської жінки-патріотки у партизанській боротьбі з нацистськими окупантами, знятий в 1943 році режисером Фрідріхом Ермлером за сценарієм Олексія Каплера на Центральної об'єднаної кіностудії (м. Алма-Ата). Прем'єра відбулася 20 травня 1943 р. У 1966 році на Кіностудії ім. М. Горького була зроблена «нова редакція», частково переозвучена і скорочена більш ніж на 20 хвилин.

## Зміст
Початок Радянсько-німецької війни жорстоко і нещадно відбирав життя, руйнував сім'ї, вселяв страх і відчай. Чоловіка і маленького сина Паші Лук'янової вбили нацисти. Їй залишалося одне – мстити. Вона подалася в ліс, де створила партизанський загін, і почала вбивати тих, хто зруйнував її мирне і щасливе життя. Параска нещадно мститиме ворогові за сина, за чоловіка, за Батьківщину.

## Ролі
- Віра Марецька — Параска Лук'янова («Товариш П»)
- Микола Боголюбов — Іван Лук'янов
- Лідія Смирнова — Фенька
- Петро Алейников — Сенька
- Іван Пельтцер — Степан Орлов
- Інна Федорова — Аграфена
- Олександр Віолинов
- Володимир Гремин
- Борис Дмоховський — німецький офіцер
- Юрій Коршун
- І. Медведко
- Євген Немченко — партизан
- Георгій Семенов
- Олексій Чепурнов
- Єлизавета Кузюріна — військлікар
- Володимир Уральський — партизан
- Олександра Данилова — полонена
- Валерій Медведєв — Васенька
- Тетяна Пельтцер — колгоспниця

## Знімальна група
- Автори сценарію: Олексій Каплер
- Режисер: Фрідріх Ермлер
- Оператор: Володимир Рапопорт
- Художник-постановник: Микола Суворов
- Композитор: Гавриил Попов

## Нагороди
Сталінська премія II ступеня (1946) — режисер Ф. Ермлер, оператор В. Рапопорт, актриса В. Марецька